# Увертюра
Увертюра (фр. ouverture, від лат. apertura — відкриття, початок) — інструментальний вступ до театрального спектаклю, частіше музичного (опери, балету, оперети), але іноді і до драматичного, а також до вокально-інструментальних творів — кантат і ораторій або до інструментальних п'єс сюїтного типу. Починаючи з XX століття такого роду музичні вступи нерідко передують у кінофільмах.
Особливим різновидом увертюри є жанр симфонічної музики — концертна п'єса, історично також пов'язана з музичним театром.

## Історія терміна
Термін «увертюра» утвердився в другій половині XVII століття у Франції, але розповсюдження отримав далеко не відразу. Уже в самих ранніх операх були присутні інструментальні епізоди: вступи до кожного акту, звукозображувальні картини, розгорнуті танцювальні інтермедії; згодом інструментальні епізоди, винесені за рамки вистави, перетворилися у відносно розвинений і завершений твір, що випереджає дію, але спочатку за ним закріпилася назва «симфонія». У деяких країнах вона зберігалася аж до кінця XVIII століття: ще Моцарт у 1791 році називав «симфонією» увертюру до своєї «Чарівної флейти».

## Історія оперної увертюри
Першою увертюрою заведено вважати токату в опері Клаудіо Монтеверді «Орфей», написаної в 1607 році. Музика цієї токати переносила в оперу традицію, яка давно склалася в драматичному театрі, починати закликами фанфар.
У XVII столітті в західноєвропейській музиці склалися два типи оперних увертюр. Венеційська складалася з двох частин — повільної, урочистої та швидкої, фугірованої; цей тип увертюри згодом отримав розвиток у французькій опері, її класичні зразки, і вже трьохчастинні (крайні частини в повільному русі, середня — у швидкому), створив Жан Батіст Люллі. У першій половині XVIII століття «французькі» увертюри зустрічалися й у творах німецьких композиторів — Баха, Генделя, Телемана, не тільки в операх, кантатах і ораторіях, але і в інструментальних сюїтах; увертюрою при цьому іноді називався весь сюїтний цикл.
Неаполітанський тип увертюри, введений Алессандро Скарлатті в 1681 році, складався з трьох частин: 1-ша і 3-тя писалися у швидкому темпі (алегро), 2-га — у повільному (адажіо або анданте). Саме ця форма, запозичена у скрипкової сонати й отримала назву «італійської», поступово стала домінуючою.
Функції оперної увертюри вже в першій половині XVIII століття викликали суперечки; не всіх влаштовував її переважно розважальний характер (виконували увертюру зазвичай в той час, коли публіка ще тільки заповнювала зал для глядачів). Вимога ідейного та музично-образного зв'язку увертюри із самою оперою, висунуте авторитетними теоретиками Йоганном Маттезоном, Йоганном Шайбе і Франческо Альґаротті, деяким композиторам, у тому числі Генделю та Рамо, у тій чи іншій мірі вдалося здійснити. Але справжній перелом настав у другій половині століття.

### Реформа Глюка

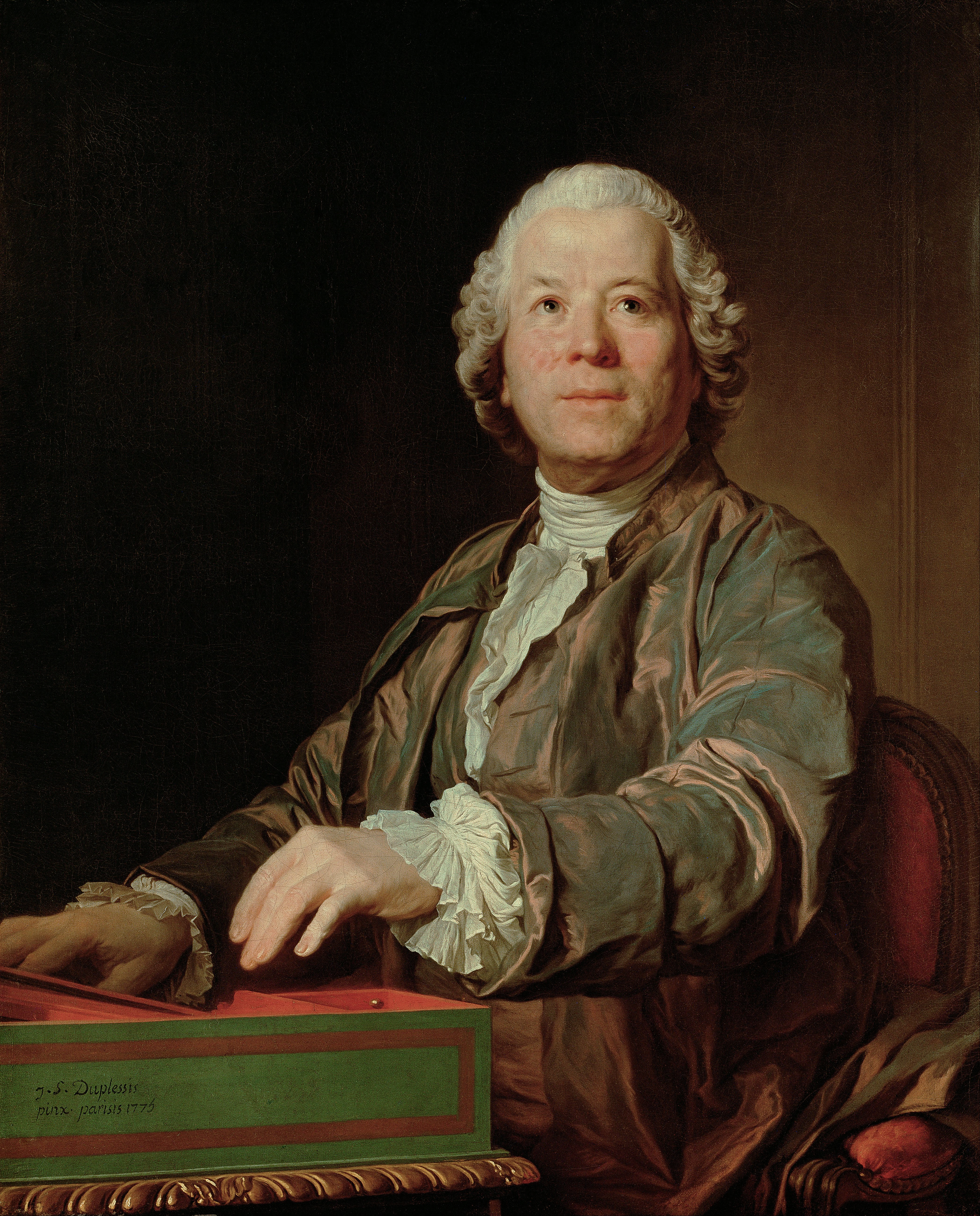
Крістоф Віллібальд Глюк

Симфонія, що розвинулася з оперної увертюри неаполітанського типу, у другій половині XVIII століття вже сама впливала на музичний театр; сонатно-симфонічний принцип розвитку, що затвердився в мангеймській симфонії, в оперу вперше переніс Крістоф Віллібальд Глюк, який вважав, що увертюра повинна бути «вступним оглядом змісту» опери. У сонатній формі, з її трьома основними розділами — експозицією, розробкою і репризою, втілилася художня логіка класичної драми: зав'язка, розвиток дії і розв'язка, — саме в такій формі Глюк представив в увертюрі зміст своєї опери «Альцеста», написаної в 1767 році.
У реформаторських операх Глюка циклічна (трьохчастинна) форма поступилася місцем одночастинній увертюрі, яка повинна передати характер основного конфлікту драми та її пануючий тон; іноді увертюру випереджав короткий повільний вступ. Ця форма була сприйнята і послідовниками Глюка — Антоніо Сальєрі і Луїджі Керубіні. Уже наприкінці XVIII століття в увертюрі іноді використовувалися музичні теми самої опери, як, наприклад, в «Іфігенії у Авліді» Глюка, «Викраденні із сераля» і «Дон Жуані» Моцарта; але поширення цей принцип отримав лише в XIX столітті.
Учень Сальєрі і послідовник Глюка Бетховен посилив тематичний зв'язок увертюри з музикою опери у своєму «Фіделіо», — такіж його «Леонора № 2» і «Леонора № 3»; тим же принципом програмної, по суті, увертюри він слідував і в музиці до театральних постановок (увертюри «Коріолан» і «Егмонт»).

### Оперна увертюра у XIX столітті
Досвід Бетховена отримав свій подальший розвиток у творчості німецьких романтиків, які не просто насичували увертюру тематизмом опери, але і відбирали для неї найбільш важливі музичні образи, у Ріхарда Вагнера та його послідовників, в тому числі у Римського-Корсакова, — лейтмотиви. Часом композитори прагнули узгодити симфонічний розвиток увертюри з розгортанням оперного сюжету, і тоді вона перетворювалася на відносно самостійну «інструментальну драму», як увертюри до «Вільного стрільця» Вебера, «Летючого Голландця» або «Тангейзера» Вагнера.
При цьому італійські композитори, як правило, віддавали перевагу старому типу увертюри, часом до такої міри не пов'язаної ні з музичним тематизмом, ні із сюжетом, що Джоаккіно Антоніо Россіні міг в одній своїй опері використовувати увертюру, написану для іншої, як це було, наприклад, із «Севільським цирульником». Хоча і тут бували винятки, такі як увертюри до опер «Вільгельм Телль» Россіні або «Сила долі» Джузеппе Верді, зі зразковим вагнеровським лейтмотивом.
Але вже в другій половині століття в увертюрі ідею симфонічного переказу змісту опери поступово витісняло прагнення підготувати слухача до її сприйняття; навіть Вагнер зрештою відмовився від розгорнутої програмної увертюри. На зміну їй прийшов лаконічніший і вже не оснований на сонатних принципах вступ, пов'язаний, як, наприклад, у «Лоенгріні» Р. Вагнера або «Євгенії Онєгіні» Чайковського, з образом лише одного з персонажів опери та витриманого, відповідно, в одному характері. Такі вступні частини, звичайні в тому числі і в операх Верді, уже і називають не увертюрами, а вступами, інтродукціями або прелюдіями. Аналогічне явище спостерігалося і в балеті, і в опереті.
Якщо наприкінці XIX століття з новою формою вступу ще змагалися увертюри, витримані в сонатній формі, то в XX столітті останні зустрічалися вже вкрай рідко.

## Концертна увертюра
Оперні увертюри, які в той час ще частіше називали «симфоніями», на рубежі XVII і XVIII століть нерідко виконувалися і поза музичного театру, на концертах, що сприяло їх перетворенню, уже в першій третині XVIII століття (близько 1730 року), у самостійний вид оркестрової музики — симфонію в сучасному розумінні.
Увертюра як жанр симфонічної музики набула поширення в епоху романтизму і своїм виникненням була зобов'язана еволюції оперної увертюри — тенденції насичення інструментального вступу тематизмом опери, перетворення його в програмний симфонічний твір.
Концертна увертюра — завжди твір програмний. Ще на рубежі XVIII і XIX століть з'явилися увертюри прикладного характеру — «святкові», «урочисті», «ювілейні» і «привітальні», приурочені до конкретного торжества. У Росії увертюри Дмитра Бортнянського, Євстигнія Фоміна, Василя Пашкевича, Осипа Козловського стали найважливішим джерелом симфонічної музики.
У увертюрах прикладного характеру використовувався найпростіший — узагальнений, позасюжетний — тип програми, вираженої в назві. Зустрічався він і в багатьох творах, що не мають на увазі прикладну функцію, — наприклад, в увертюрах Фелікса Мендельсона «Гебриди» і «Морська тиша і щасливе плавання», у Трагічній увертюрі Йоганнеса Брамса. В епоху романтизму широкого поширення набули симфонічні твори, в тому числі й увертюри, із узагальнено-сюжетним і послідовно-сюжетним (відрізняється більшою сюжетною конкретизацією) типом програми.
Такі, наприклад, увертюри Гектора Берліоза («Уеверлі», «Король Лір», «Роб Рой» та інші), «Манфред» Роберта Шумана, «1812» Чайковського. У свою «Бурю» Берліоз включив хор, але тут, як і в увертюрах-фантазіях Чайковського «Гамлет» і «Ромео і Джульєтта», концертна увертюра вже переростала в інший улюблений романтиками жанр — симфонічну поему.
У XX столітті концертні увертюри складали значно рідше; одна з найбільш відомих — Святкова увертюра Дмитра Шостаковича.